# Distribuzione di Boltzmann
In fisica e matematica, la distribuzione di Boltzmann è una funzione di distribuzione per gli stati di un sistema. Si tratta di una misura di probabilità che sta alla base del concetto di insieme canonico, del quale descrive la distribuzione degli stati. Un caso particolare è la distribuzione di Maxwell-Boltzmann, usata per descrivere la velocità delle particelle nei gas.

## Definizione
La distribuzione di Boltzmann descrive la funzione di distribuzione per la frazione di particelle {\displaystyle N_{i}/N} che occupa uno stato {\displaystyle i}-esimo con energia {\displaystyle E_{i}}:
{\displaystyle {{N_{i}} \over {N}}={{g_{i}e^{-E_{i}/k_{B}T}} \over {Z(T)}}}
dove {\displaystyle k_{B}} è la costante di Boltzmann, {\displaystyle T} è la temperatura (che si assume essere ben definita), {\displaystyle g_{i}} è il numero di stati aventi energia {\displaystyle E_{i}}, {\displaystyle N} è il numero totale delle particelle:
{\displaystyle N=\sum _{i}N_{i}}
e {\displaystyle Z(T)} è chiamata funzione di partizione, che è data da:
{\displaystyle Z(T)=\sum _{i}g_{i}e^{-E_{i}/k_{B}T}.}
Alternativamente, per un singolo sistema a una temperatura ben definita, la distribuzione di Boltzmann è la distribuzione di probabilità che il sistema sia in uno stato specifico.
La distribuzione di Boltzmann si applica solo a particelle a una temperatura abbastanza elevata e densità sufficientemente bassa affinché gli effetti quantistici possano essere ignorati e le particelle obbediscano alla statistica di Maxwell-Boltzmann.
La distribuzione di Boltzmann è spesso espressa in termini di {\displaystyle \beta =1/k_{B}T} dove {\displaystyle \beta } è riferita alla beta termodinamica. Il termine {\displaystyle e^{-E_{i}/k_{B}T}}, che indica la probabilità relativa, non normalizzata, di un singolo stato, è chiamato fattore di Boltzmann e appare spesso nello studio della fisica e chimica.
Quando l'energia è semplicemente l'energia cinetica della particella:
{\displaystyle E_{i}={\begin{matrix}{\frac {1}{2}}\end{matrix}}mv^{2},}
la distribuzione dà correttamente la distribuzione di Maxwell-Boltzmann delle velocità molecolari dei gas, enunciata  da Maxwell nel 1859. La distribuzione di Boltzmann è, comunque, molto più generale. Per esempio, prevede anche la variazione della densità delle particelle in un campo gravitazionale con l'altezza, se {\displaystyle E_{i}={\begin{matrix}{\frac {1}{2}}\end{matrix}}mv^{2}+mgh}.  Infatti la distribuzione si applica ogni volta che possono essere trascurati effetti quantistici.
In alcuni casi, può essere usata un'approssimazione continua. Se vi sono {\displaystyle g(E)dE} stati con energia da {\displaystyle E} a {\displaystyle E+dE}, la distribuzione di Boltzmann predice una probabilità di distribuzione per l'energia:
{\displaystyle p(E)\,dE={g(E)\ e^{-\beta E} \over {\int g(E')\ e^{(-\beta E')}}\,dE'}\,dE.}
In questa formula {\displaystyle g(E)} è definita come densità degli stati; la sua espressione esplicita stabilisce se lo spettro energetico è continuo.
Nel limite classico, a un grande valore di {\displaystyle E/k_{B}T} o a bassa densità degli stati (quando le funzioni a onda delle particelle praticamente non coincidono), sia la statistica di Bose-Einstein sia quella di Fermi-Dirac sono ben approssimate dalla distribuzione di Boltzmann.

## Il problema principale della meccanica statistica
In meccanica statistica, un sistema macroscopico composto da {\displaystyle N} particelle ha {\displaystyle 3N} gradi di libertà descritti dalle {\displaystyle 3N} coordinate generalizzate. Questi gradi di libertà sono rappresentabili nello spazio delle fasi a {\displaystyle 6N} dimensioni. Lo stato di un sistema macroscopico viene rappresentato da un punto nello spazio delle fasi. Quando lo stato del sistema varia nel tempo, il punto rappresentativo del sistema percorre una traiettoria nello spazio delle fasi. Trattare classicamente un sistema macroscopico composto da un numero di particelle molto grande è chiaramente inutile anche se teoricamente possibile. Per studiare i sistemi macroscopici con un numero enorme di particelle si fa uso del metodo statistico, che fornisce proprietà medie del sistema che permettono di superare il problema del gran numero di elementi che lo compongono.
Il metodo statistico si basa sul postulato fondamentale dell'uguale probabilità a priori: secondo questo postulato, se consideriamo un sistema grande (ambiente) e un suo sottosistema più piccolo ma macroscopicamente significativo (cioè che costituito da un numero sufficientemente grande di elementi), e prendiamo tutti i volumi piccoli a piacere, nello spazio delle fasi di tale sottosistema {\displaystyle \Delta q_{i}\cdot \Delta p_{i}}, allora durante un intervallo di tempo sufficientemente lungo la traiettoria {\displaystyle T} dello spazio delle fasi, per quanto complicata, passerà per ognuno di questi volumi. Il limite
{\displaystyle w=\lim _{T\to \infty }{\frac {\Delta t}{T}}}
tende a un valore finito e rappresenta la probabilità che osservando il sistema a un qualsiasi istante esso si possa trovare entro un elemento {\displaystyle \Delta q\Delta p} dello spazio delle fasi, se {\displaystyle \Delta t} rappresenta l'intervallo di tempo in cui il punto rappresentativo si trova in tale elemento.
Se l'elemento dello spazio delle fasi è infinitesimo:
{\displaystyle dqdp=dq_{1}dq_{2}\dots dq_{n}dp_{1}dp_{2}\dots dp_{n}},
allora si può introdurre la probabilità come:
{\displaystyle dw=\rho (q_{1},\dots ,q_{n},p_{1},\dots p_{n})dqdp.}
dove {\displaystyle \rho } rappresenta una funzione di tutte le coordinate e tutti gli impulsi e si chiama densità di distribuzione statistica. Questa densità deve essere ovviamente normalizzata:
{\displaystyle \int \rho \,dqdp=1.}
La ricerca della più opportuna distribuzione statistica è il problema principale della meccanica statistica. Infatti ogni grandezza fisica {\displaystyle f} del sistema può essere ricavata come valore medio pesato con la distribuzione opportuna:
{\displaystyle {\bar {f}}=\int f(q,p)\rho (q,p)\,dqdp}.
Il comportamento statistico di ogni grandezza {\displaystyle f} è quindi strettamente legato alla distribuzione {\displaystyle \rho } e il valore medio di {\displaystyle f={\bar {f}}} presenta un picco pronunciato in corrispondenza del picco di {\displaystyle \rho }.
Due sottosistemi che compongono un sistema più grande sono detti quasi-isolati se le uniche interazioni sono effetti di superficie e sono trascurabili rispetto all'energia interna posseduta da ogni sottosistema. In tal caso si possono considerare tali sottosistemi statisticamente indipendenti. Questo vuol dire che tra due sottosistemi:
{\displaystyle \rho _{12}=\rho _{1}\cdot \rho _{2},}
e vale anche l'inverso. Così anche i valori medi delle grandezze {\displaystyle f} in ogni sottosistema:
{\displaystyle {\overline {f_{1}f_{2}}}={\overline {f_{1}}}\,{\overline {f_{2}}}}.
Si noti che la densità {\displaystyle \rho } si conserva entro lo spazio delle fasi: essa può essere visualizzata come un insieme di punti, ognuno dei quali rappresenta un possibile stato del sistema che occupa un certo volume nello spazio delle fasi stesso. Per il teorema di Liouville, tale volume, pur modificandosi nel tempo al variare di {\displaystyle q} e {\displaystyle p} e del tempo, si mantiene costante.

## Entropia ed energia
Prendiamo due sottosistemi quasi-isolati appartenenti a un sistema molto più grande. In tal caso possiamo scrivere:
{\displaystyle \ln \rho _{12}=\ln \rho _{1}+\ln \rho _{2}\ }
L'uso del logaritmo naturale è opportuno per l'introduzione dell'entropia. Consideriamo un sistema isolato e dividiamo tale sistema in tanti sottosistemi. Ebbene possiamo ricavare una funzione di distribuzione semplice per descrivere le proprietà di un sistema. Sia {\displaystyle d\Gamma =\Pi _{i}d\Gamma _{i}} il numero degli stati (precisamente dovremmo considerare stati quantistici) dei sottosistemi, allora una funzione di distribuzione:
{\displaystyle dw=cost\cdot \delta (E-E_{0})\cdot \Pi _{i}d\Gamma _{i}}
infatti l'unico parametro che possiamo considerare costante entro i sottosistemi è l'energia e la funzione delta di Dirac spiega la tipologia del picco di tale distribuzione intorno a un determinato valore {\displaystyle E_{0}} assegnato per l'energia, mentre è ovvio che tale distribuzione sia pesata per il fatto che il sistema si trovi in uno degli stati {\displaystyle d\Gamma }. Per ogni valore di {\displaystyle E_{n}} possiamo calcolare la funzione di distribuzione {\displaystyle w_{n}}. Possiamo ricavare la probabilità {\displaystyle W(E)dE} che l'energia del sottosistema si trovi nell'intervallo {\displaystyle E,E+dE}. Basta moltiplicare la distribuzione {\displaystyle w(E)} per il numero di stati con energia compresa in questo stato:
{\displaystyle W(E)dE=d\Gamma (E)\cdot w(E)},
con la condizione di normalizzazione:
{\displaystyle \int W(E)dE=1}.
{\displaystyle W(E)dE} possiede un massimo in corrispondenza di {\displaystyle E={\overline {E}}} riconoscendo il valore medio dell'energia. Dobbiamo tenere presente che {\displaystyle \Delta \Gamma } rappresenta il numero di stati (quantistici) che sono compatibili con i vincoli microscopici del sistema, in questo caso con l'energia. Esso ha un diretto legame con il volume dello spazio delle fasi:
{\displaystyle \Delta \Gamma ={\frac {\Delta q\Delta p}{(2\pi h)^{n}}}},
però solo nella trattazione della meccanica statistica quantistica. Essa impone un limite tra la meccanica quantistica e quella classica, determinata dalla costante di Planck {\displaystyle h}. Il logaritmo naturale di questa funzione:
{\displaystyle S=k_{B}\ln \Delta \Gamma }
si chiama entropia del sistema, propriamente nel caso quantistico. Sostituendo si ottiene:
{\displaystyle S=k_{B}\ln {\frac {\Delta q\Delta p}{(2\pi h)^{n}}}}
e in questo modo risulta una grandezza adimensionale. Inoltre l'entropia è una grandezza sempre positiva e additiva. Nel caso classico essa è definita a meno di una costante additiva, mentre nel caso quantistico no.